# Fernando Affonso Gay da Fonseca
Fernando Affonso Gay da Fonseca (Porto Alegre, 3 de dezembro de 1923 – 3 de fevereiro de 2017) foi um político brasileiro, senador pelo Rio Grande do Sul.
Filho único de João Pereira da Fonseca, engenheiro da Viação Férrea do Rio Grande do Sul, e de Odila Gay da Fonseca,
Formou-se em ciências jurídicas e sociais pela Universidade Federal do Rio Grande do Sul em 1947, e em 1950 finalizou os cursos de pós-graduação em administração pública e sociologia pela Universidade Columbia em Nova Iorque.